# Hilara cingulata
Hilara cingulata är en tvåvingeart som beskrevs av Anders Gustav Dahlbom 1850. Hilara cingulata ingår i släktet Hilara och familjen dansflugor. Inga underarter finns listade i Catalogue of Life.